# Sant Miquel (la Cava)
Sant Miquel és l'església parroquial del nucli de La Cava del municipi de Deltebre a la comarca del Baix Ebre. És la quarta església de la parròquia. És inclosa a l'Inventari del Patrimoni Arquitectònic de Catalunya.

## Descripció
L'església és de planta basilical d'una sola nau amb capelles laterals que conflueixen cap a l'absis de secció semicircular. Els materials son pobres i d'obra vista. No obstant, l'exterior s'aconsegueixen uns magnífics afectes estètics donats per l'alternança i disposició de les rajoles. Junt a la façana hi trobem el campanar de secció quadrada. Va ser construïda després de la Guerra Civil (1936-1939) en el marc del pla franquista Regiones Devastadas que implicava que tots els fidels del Delta devien tenir església. Va ser consagrada el 29 de juny de 1949.
El maig de 2018 amb motiu de la celebració dels bicentenari de la parròquia s'hi va instal·lar una quarta campana de bronze, anomenada Fàtima, en honor de la mare de Déu, fosa a França. Pesa uns 420 kg.